# Rezeptor (Biochemie)
Als Rezeptor (von lateinisch recipere ‚aufnehmen‘ bzw. ‚empfangen‘) wird in der Biochemie ein Protein oder ein Proteinkomplex bezeichnet, sofern daran Signalmoleküle binden können, die dadurch Signalprozesse im Zellinneren auszulösen vermögen. Ein Rezeptor kann Signale von außerhalb empfangen und an der Oberfläche einer Biomembran liegen oder sich im Cytosol der Zelle befinden. Rezeptoren besitzen eine spezifische Bindungsstelle für ihren physiologischen Agonisten.

## Membranrezeptoren
Membranrezeptoren befinden sich an der Oberfläche von Biomembranen und bestehen aus Proteinen, die häufig mit zusätzlichen Modifikationen versehen sind (z. B. Kohlenhydratketten). Sie besitzen eine bestimmte Passform für kleine Moleküle, sogenannte Liganden, oder für Teile von größeren Molekülen, die an die Rezeptorstruktur binden, indem sie diese als komplementäre Struktur ergänzen (vereinfachend Schlüssel-Schloss-Prinzip genannt).
Rezeptoren können damit der Aufnahme von Signalen dienen (Signaltransduktion), dem Zusammenhalt von Zellen (Zelladhäsion) oder dem Transport von Stoffen in die Zelle (Membrantransport). Sie können aber auch als Virusrezeptoren Virionen die Möglichkeit bieten, an passende Wirtszellen anzudocken und sie zu infizieren.
Zu den für Zellkontakte wichtigen Membranrezeptoren gehören sowohl Zelladhäsionsmoleküle, die Zell-Zell-Kontakte vermitteln wie die Cadherine, Selectine und Immunglobuline, als auch solche, die Zell-Matrix-Kontakte herstellen und Zellen an der extrazellulären Matrix verankern wie die Integrine.
Membranrezeptoren kommen nicht nur in der Plasmamembran, sondern auch in Biomembranen von Organellen im Zellinneren vor. Während außenliegende Zellmembranrezeptoren die Zelle in Beziehungen zum Außenraum als ihrer Umgebung setzen, werden im Innenraum der Zelle einzelne Organellen über Rezeptoren zu Zytoplasma, Zytoskelett oder aufeinander bezogen.
Rezeptoren in der Zellmembran werden nach ihrer Wirkungsweise unterteilt in ionotrope und metabotrope Rezeptoren.
- Ionotrope Rezeptoren sind Ionenkanäle, die sich bei Bindung des Liganden mit höherer Wahrscheinlichkeit öffnen und dadurch die Leitfähigkeit der Membran ändern.
- Metabotrope Rezeptoren bilden keine Kanäle oder Poren, sondern aktivieren bei Bindung ihres Liganden ein nachgeschaltetes G-Protein (G-Protein-gekoppelte Rezeptoren) oder eine Proteinkinase (Enzym-gekoppelte Rezeptoren) und modulieren damit intrazelluläre Signalkaskaden durch Konzentrationsänderungen von sekundären Botenstoffen. Darüber kann mittelbar aber auch die Membrandurchlässigkeit verändert werden.

## Intrazelluläre Kernrezeptoren
Daneben gibt es Liganden-bindende Rezeptoren einer Zelle, wie zum Beispiel Steroidrezeptoren, die nicht membranständig sind, sondern im Zytoplasma oder im Karyoplasma vorliegen. Diese nukleären Rezeptoren können hydrophobe Hormone wie den Cholesterinabkömmling Cortisol binden, oder auch hydrophile wie das Schilddrüsenhormon Thyroxin, und mit anderen Proteinen assoziiert sein (etwa Hitzeschockproteinen). Durch eine Ligandenbindung wird eine Konformationsänderung des Proteins bewirkt, die dessen DNA-bindende Domäne freilegen kann bzw. den schon an DNA gebundenen Rezeptor aktiviert. Damit wird das Rezeptorprotein zu einem Transkriptionsfaktor, der die Expression bestimmter Gene im Zellkern verändern kann, sei es als Aktivator oder als Repressor der Transkription.
Zu den anderen Arten intrazellulärer Rezeptoren gehören auch Gasorezeptoren, die gelöste Gase wie Ethylen, Stickstoffmonoxid (NO) und Kohlenmonoxid (CO) wahrnehmen. Gasorezeptoren binden an gasförmige gelöste Stoffe über Metallionen (Kupferionen für Ethylen) oder Metallcofaktoren (Hämgruppen für NO und CO). Gasorezeptoren können sowohl Enzyme als auch Transkriptionsfaktoren sein. Lösliche Guanylatcyclasen ist ein Beispiel für einen stickoxiderkennenden Gasorezeptor.